# Selección femenina de pádel de Argentina
El selección femenina de pádel de Argentina es el equipo  representativo de pádel de Argentina en las competiciones oficiales de dicho deporte.
Ha participado en trece ediciones del Campeonato Mundial de Pádel obteniendo el título en ocho oportunidades, en los años 1992, 1994, 1996, 2002, 2004, 2006, 2008 y 2012.

## Participaciones

### Campeonato Mundial de Pádel Femenino
| 1992 | Madrid/Sevilla    | Campeón    | 1.° |  |
| 1994 | Mendoza           | Campeón    | 1.° |  |
| 1996 | Madrid            | Campeón    | 1.° |  |
| 1998 | Mar del Plata     | Subcampeón | 2.° |  |
| 2000 | Toulouse          | Subcampeón | 2.° |  |
| 2002 | Ciudad de México  | Campeón    | 1.` |  |
| 2004 | Buenos Aires      | Campeón    | 1.° |  |
| 2006 | Murcia            | Campeón    | 1.° |  |
| 2008 | Calgary           | Campeón    | 1.° |  |
| 2010 | Cancún            | Subcampeón | 2.° |  |
| 2012 | Cancún            | Campeón    | 1.° |  |
| 2014 | Palma de Mallorca | Subcampeón | 2.° |  |
| 2016 | Cascais           | Subcampeón | 2.° |  |
| 2018 | Asunción          | Subcampeón | 2.° |  |
| 2021 | Doha              | Subcampeón | 2.° |  |
| 2022 | Dubái             | Subcampeón | 2.° |  |
| 2024 | Dubai             | Subcampeon | 2.° |  |